# Głazisko
Głazisko (620 m n.p.m.)  – grupa skał w Karkonoszach.
Grupa okazałych granitowych skał położona u ujścia Kamieńczyka do Kamiennej w mieście Szklarska Poręba.

## Szlaki turystyczne
U podnóża skał biegnie szlak turystyczny:
- zielony Szklarska Poręba - Michałowice[1].